# Côm trâu
Côm trâu hay còn gọi côm rừng (danh pháp khoa học: Elaeocarpus sylvestris) là một loài thực vật có hoa trong họ Côm. Loài này được (Lour.) Poir. mô tả khoa học đầu tiên năm 1812.

## Hình ảnh

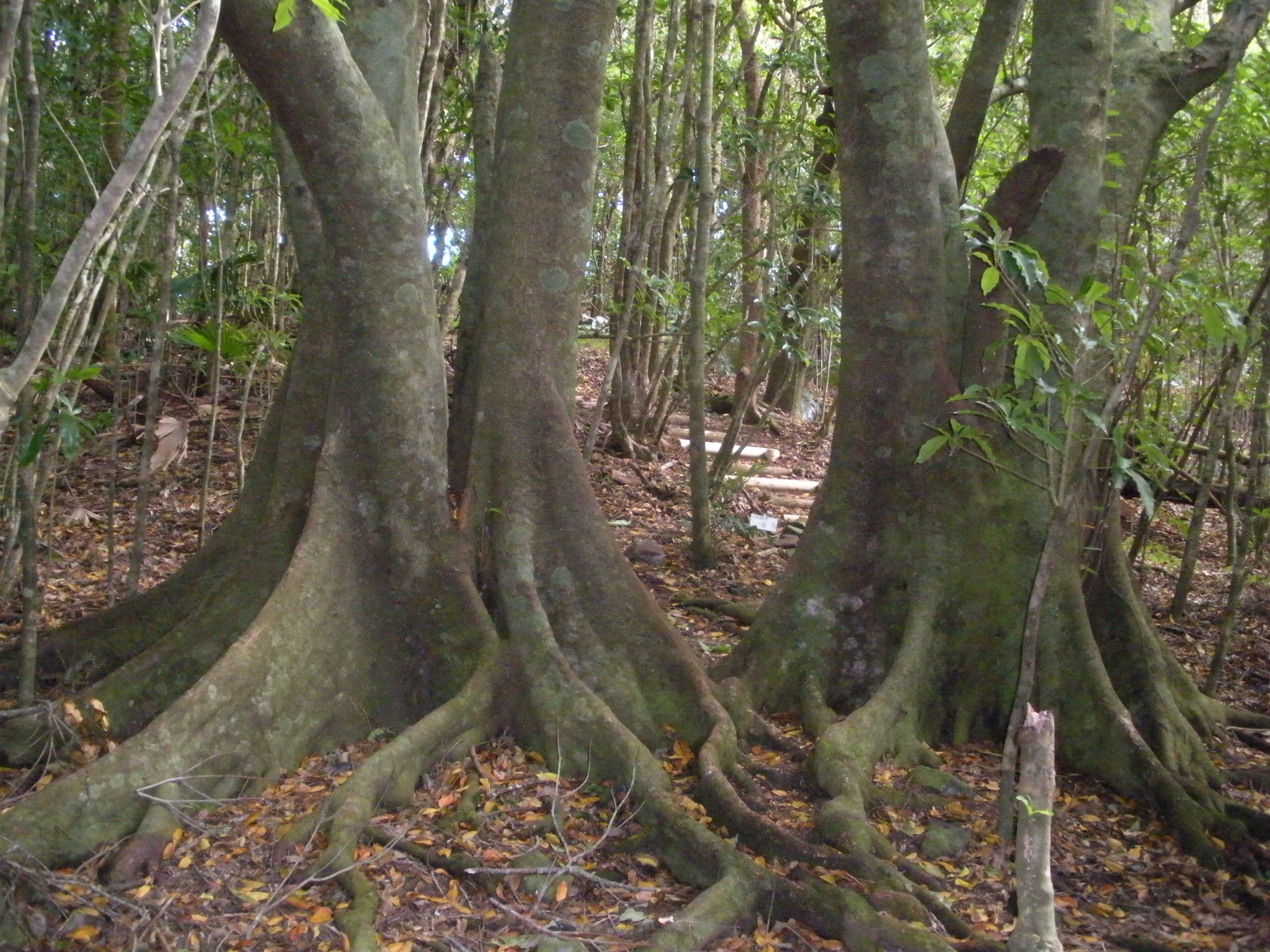
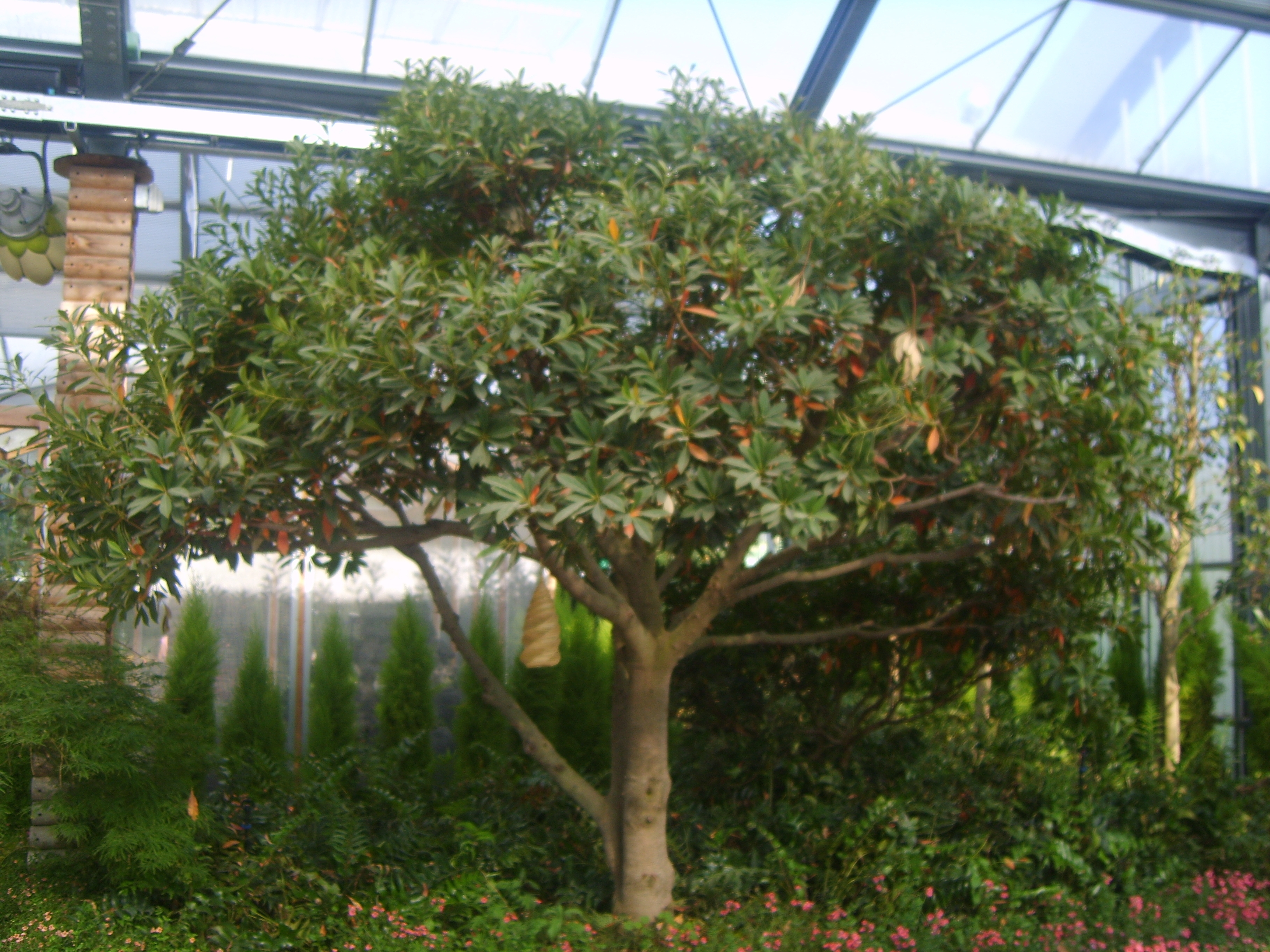
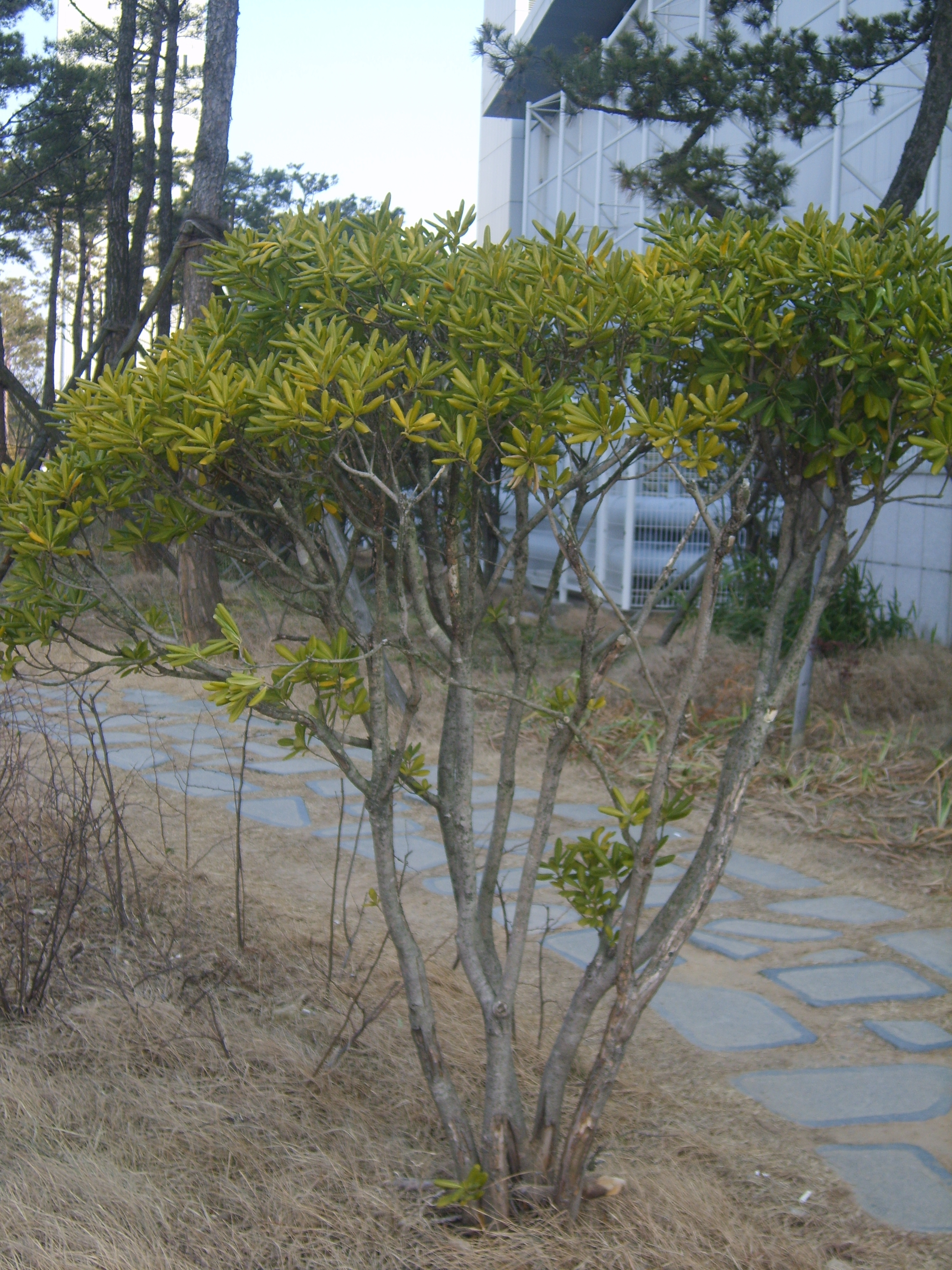
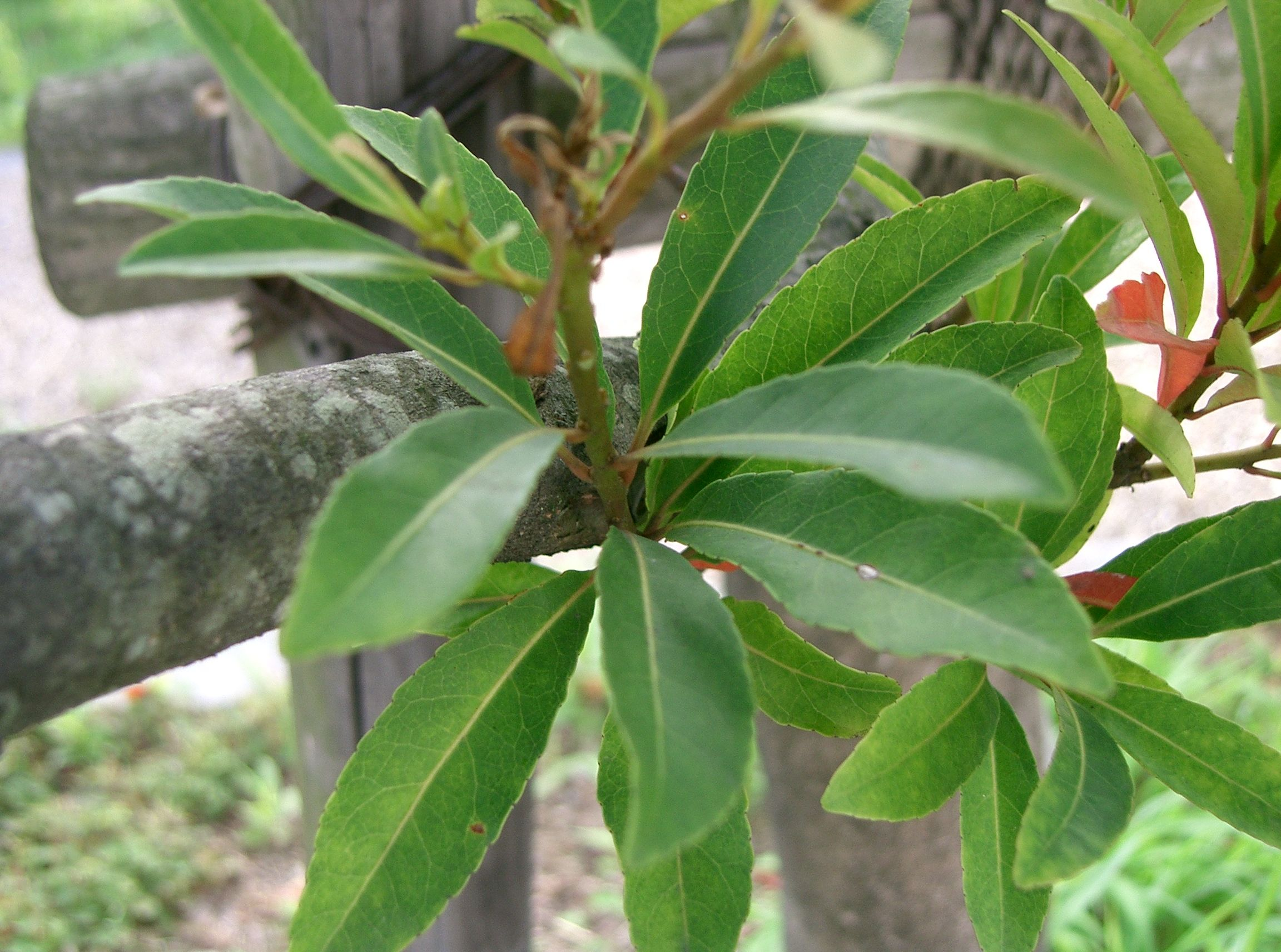